# 17. мај
17. мај (17.5.) је 137. дан године по грегоријанском календару (138. у преступној години). До краја године има још 228 дана.

## Догађаји
- 1102 — Коломан, угарски краљ из династије Арпадовића је крунисан у Биограду за краља Хрватске и Далмације.
- 1395 — Влашки војвода Мирча I Старији је поразио османску војску у бици на Ровинама.
- 1814 — Норвешка прогласила независност од Шведске и усвојила нови устав.
- 1861 — Томас Кук организовао први туристички „пакет аранжман“ у свету, шестодневно путовање из Лондона у Париз.
- 1869 — Царска јапанска војска је поразила остатке шогуната Токогуава у бици код Хакодатеа, чиме је окончан Бошин рат.
- 1902 — Грчки археолог Валериос Стаис је пронашао механизам са Антикитере, антички механички аналогни рачунар.
- 1903 — У Шпанији национализована имовина цркве и укинуте су црквене школе.
- 1939 — Шведска, Норвешка и Финска одбиле су Хитлеров предлог да потпишу пакт о ненападању. Пакт су потписале Данска, Естонија и Литванија.
- 1940 — Трупе нацистичке Немачке у Другом светском рату ушле су у Брисел.
- 1943 — Бомбардери РАФ су бомбардовали бране на рекама Едер, Муне и Зорпе у Немачкој.
- 1946 — Премијер Румуније у време Другог светског рата Митри Антонеску осуђен на смрт и стрељан због сарадње с немачким нацистима.
- 1949 — Уједињено Краљевство признала независност Републике Ирске и потврдила припадност Северне Ирске Уједињеном Краљевству.
- 1954 — Врховни суд САД је оспорио пропис из 1896. да образовање треба да буде „одвојено, али једнако“, чиме је формално одбачена расна сегрегација у државном школском систему.
- 1965 — Први пут пренет ТВ програм у боји из Велике Британије у САД. То је био пренос емисије америчке ТВ мреже НБЦ „Нови поглед на стару Енглеску“ преко америчког комерцијалног телекомуникационог сателита „Ерли Бирд“.
- 1966 — Основана Математичка гимназија у Београду.
- 1967 — Египатски председник Гамал Абдел Насер је затражио повлачење мировне мисије Уједињених нација са Синајског полуострва.
- 1973 — Специјални комитет америчког Сената почео истрагу о афери Вотергејт у којој су присталице републиканске странке биле оптужене да су пред председничке изборе 1972. ради шпијунаже провалиле у седиште Демократске странке. Администрација тадашњег председника САД Ричарда Никсона оптужена је да омета истрагу, па је покренут поступак за опозив председника. Никсон је у августу 1974. дао оставку, а председнички положај преузео је дотадашњи потпредседник Џералд Форд.
- 1974 — У три експлозије аутомобила-бомби у центру Даблина 32 особе су погинуле, а више стотина је рањено.
- 1987 — Ирачки ратни авион F-I Мираж испалио је две егзосет ракете на амерички војни брод УСС Старк који је патролирао Персијским заливом, усмртивши 37 и ранивши 62 морнара.
- 1990 — Генерална скупштина Светске здравствене организације је уклонила хомосексуалност са списка психијатријских болести.
- 1992 — Спаљен Оријентални институт у Сарајеву. Након гранатирања запаљивом муницијом неповратно изгубљена рукописна збирка са 5263 кодекса и архив са преко 200.000 докумената.
- 1997 — Лоран Кабила је са својим трупама ушао у Киншасу, преузео власт у Заиру и променио назив државе у Демократска Република Конго. Кабила је убијен у покушају државног удара у јануару 2001, а власт је преузео његов син Жозеф.
- 1998 — Припадници сепаратистичког покрета „Тамилских тигрова“ убили су Сароџинија Јогесварана, градоначелника Џафне, града на северу Шри Ланке.
- 1999 — Изборе у Израелу добио вођа Лабуристичке партије Ехуд Барак, чиме је окончана трогодишња владавина премијера Бенјамина Нетанјахуа, лидера десничарског Ликуда.
- 2000 —
  - Влада Србије преузела београдски радио и телевизију „Студио Б“ упадом полиције у редакције. Власти су у наредним месецима на различите начине онемогућавале рад независних електронских медија у Србији и истовремено отварале нове под државном контролом и контролом владајућих партија.
  - У Индонезији одржано прво суђење за кршење људских права. У том процесу двадесетчетворо војника и цивила оптужено је за убиство десетина сељака у масакру у провинцији Асех 1999.
- 2001 — Свих 30 путника, укључујући и иранског министра саобраћаја Рахмана Дадмана и заменике министара из његове делегације погинуло је када се на северу Ирана срушио руски авион Јак-40.
- 2002 — У Нишу постигнут договор између Српске и Македонске православне цркве.
- 2003 — У највећој поплави у последњих 50 година, која је после великих киша задесила Шри Ланку, погинуло је око 250 људи, око 55.000 кућа је потпуно уништено, а нека села су збрисана са лица земље. Процењено је да је око 150.000 људи остало без крова над главом.
- 2008 — У 23 града у Србији одржана културна манифестација Ноћ музеја коју је посетило преко 450.000 посетилаца. Ово је пета година како се Србија укључила у "Европску Ноћ музеја".

## Рођења
- 1749 — Едвард Џенер, енглески лекар, проналазач вакцине против великих богиња. (прем. 1823)[1]
- 1866 — Ерик Сати, француски композитор и пијаниста. (прем. 1925)[2]
- 1881 — Патријарх српски Гаврило. (прем. 1950)
- 1889 — Дороти Гибсон, америчка глумица, певачица и модел. (прем. 1946)[3]
- 1911 — Морин О’Саливан, ирско-америчка глумица. (прем. 1998)[4]
- 1918 — Биргит Нилсон, шведска оперска певачица. (прем. 2005)[5]
- 1926 — Дитмар Шенхер, аустријски глумац, редитељ и сценариста. (прем. 2014)[6]
- 1929 — Бранко Зебец, југословенски и хрватски фудбалер и фудбалски тренер. (прем. 1988)[7]
- 1934 — Дејан Мијач, српски редитељ. (прем. 2022)[8]
- 1936 — Денис Хопер, амерички глумац, редитељ, сценариста, фотограф и уметник. (прем. 2010)[9]
- 1945 — Тони Роуч, аустралијски тенисер.[10]
- 1947 — Драги Јелић, српски музичар, најпознатији као суоснивач, певач и гитариста ЈУ групе.[11]
- 1950 — Јанез Дрновшек, словеначки политичар. (прем. 2008)[12]
- 1951 — Иван Каталинић, хрватски фудбалер и фудбалски тренер.[13]
- 1955 — Бил Пакстон, амерички глумац и редитељ. (прем. 2017)[14]
- 1958 — Пол Ди’Ано, енглески музичар, најпознатији као првобитни певач групе Iron Maiden. (прем. 2024)[15]
- 1961 — Енја, ирска музичарка и музичка продуценткиња.[16]
- 1964 — Стратос Апостолакис, грчки фудбалер и фудбалски тренер.[17]
- 1970 — Небојша Дугалић, српски глумац, редитељ и професор глуме.[18]
- 1973 — Саша Александер, америчко-српска глумица.[19]
- 1974 — Андреа Кор, ирска музичарка и глумица, најпознатија као чланица групе The Corrs.[20]
- 1975 — Реџи Фриман, амерички кошаркаш.[21]
- 1977 — Пабло Прихиони, аргентински кошаркаш и кошаркашки тренер.[22]
- 1980 — Стефан Робер, француски тенисер.[23]
- 1981 — Владан Грујић, босанскохерцеговачки фудбалер.[24]
- 1981 — Дру Николас, амерички кошаркаш.[25]
- 1982 — Тони Паркер, француски кошаркаш.[26]
- 1983 — Данко Лазовић, српски фудбалер.[27]
- 1985 — Грег ван Авермат, белгијски бициклиста.[28]
- 1987 — Миљана Бојовић, српска кошаркашица и кошаркашка тренеркиња.[29]
- 1988 — Ники Рид, америчка глумица, сценаристкиња, музичарка и модел.[30]
- 1990 — Рос Батлер, амерички глумац.[31]
- 1990 — Вил Клајберн, амерички кошаркаш.[32]
- 1991 — Јохана Конта, британска тенисерка.[33]
- 1992 — Срећко Лисинац, српски одбојкаш.[34]
- 1994 — Марко Живковић, српски фудбалер.[35]
- 1996 — Вукашин Јовановић, српски фудбалер.[36]

## Смрти
- 1395 — Краљевић Марко, најстарији син и наследник краља Вукашина.
- 1510 — Сандро Ботичели, италијански сликар.[37]
- 1838 — Морис де Таљеран Перигор, француски свештеник и политичар.[38]
- 1917 — Радомир Путник, српски војвода. (рођ. 1847).
- 1982 — Јован Мариновић, црногорски и југословенски револуционар. (рођ. 1908).
- 2002 — Ласло Кубала, мађарски-шпански фудбалски репрезентативац и тренер. (рођ. 1927)[39]
- 2012 — Дона Самер, америчка певачица.[40]
- 2017 — Крис Корнел, амерички рок музичар (рођ. 1964)[41]

## Празници и дани сећања
- Међународни празници
  - Светски дан телекомуникација
- Српска православна црква слави:
  - Свету мученицу Пелагију Тарсанку
  - Свештеномученика Силуана - епископа гаског
  - Преподобног Никифора